# Malagoniella cupreicollis
Malagoniella cupreicollis är en skalbaggsart som beskrevs av Waterhouse 1890. Malagoniella cupreicollis ingår i släktet Malagoniella och familjen bladhorningar. Inga underarter finns listade i Catalogue of Life.